# Ніколас Економідес
Ніколас Економідес є міжнародно визнаним науковим авторитетом у галузі мережевої економіки, електронної комерції та державної політики. Його спеціалізація та дослідження включають економіку мереж, особливо телекомунікацій, комп’ютерів та інформації, економіку технічної сумісності та стандартизації, промислову організацію, структуру та організацію фінансових ринків і платіжних систем, антимонопольну політику, застосування державної політики до мережевих галузей, стратегічний аналіз ринків, право та економіку.
Професор Економідес є професором економіки Школи бізнесу Стерна при Нью-Йоркському університеті.
Професор Економідес опублікував понад 100 статей у провідних наукових журналах у сферах мереж, телекомунікацій, олігополії, антимонопольного законодавства, позиціонування продукту, ліквідності та організації фінансових ринків і бірж. Він має ступінь доктора філософії та магістра економіки в Каліфорнійському університеті в Берклі, а також ступінь бакалавра (з відзнакою першого класу) з математичної економіки в Лондонській школі економіки. Раніше він викладав у Колумбійському університеті (1981-1988) і в Стенфордському університеті (1988-1990). Він є редактором Information Economics and Policy, Netnomics, Quarterly Journal of Electronic Commerce, Journal of Financial Transformation, Journal of Network Industries, членом Консультативної ради Мережі соціальних наук, редактором Economics of Networks Abstracts від SSRN і колишнім редактором International Journal of Industrial Organization. Його веб-сайт про економіку мереж увійшов до чотирьох найкращих економічних сайтів у світі за версією журналу The Economist.
Професор Економідес є виконавчим директором Інституту NET, http://www.NETinst.org, всесвітнього координаційного центру для досліджень економіки мережевих і високотехнологічних галузей. Він є радником Федеральної торгової комісії США, урядів Греції, Ірландії, Нової Зеландії та Португалії, генерального прокурора штату Нью-Йорк, великих телекомунікаційних корпорацій, ряду Федеральних резервних банків, Банку Греції та основних фінансових бірж. Він є членом Консультативної ради Economist Intelligence Unit. Він широко коментував у ефірі та в пресі питання високих технологій, антимонопольного законодавства та державної політики. Він є членом-засновником Greek Economists для Reform.com, блогу про економічну політику та реформи в Греції.

## Інтернет-ресурси
- Faculty biography page from NYU Stern School of Business
- Economics of Networks site
- Greek Economists for Reform.com